# Charles Ernest Beulé
Charles Ernest Beulé (Saumur, 29 giugno 1826 – Parigi, 4 aprile 1874) è stato un archeologo, politico e numismatico francese.

## Biografia
Nacque a Saumur, figlio di François Beulé-Laurent, un imprenditore nel settore dei foraggi che però fece fallimento nel 1843, e frequentò l'École Normale Supérieure. Dopo aver tenuto per un anno la cattedra di retorica a Moulins, si trasferì nel 1851 ad Atene, come professore della sede ateniese dell'Ecole française.
Durante i lavori di liberazione dell'Acropoli di Atene dalle strutture fortificate costruite dai turchi, scoprì nel 1852-1853 la grande scalinata che conduce all'acropoli e la porta fortificata di epoca romana, la Porta Beulé, da allora conosciuta con il suo nome. L'opera L'Acropole d'Athenes ("L'Acropoli di Atene"), che seguì a questa scoperta fu pubblicata nel 1853 per ordine del ministro della Pubblica istruzione. Dopo questo primo successo, al suo ritorno in Francia ottenne distinzioni e onori: gli fu conferita la laurea in lettere, fu fatto cavaliere della Legion d'onore, fu nominato professore di archeologia presso la Bibliothèque Impériale, membro dell'Académie des Inscriptions et Belles-Lettres (Accademia delle iscrizioni e belle lettere) e segretario perpetuo dell'Accademia delle belle arti (Académie des Beaux-Arts).
Si occupò anche di Cartagine, allora totalmente inesplorata, compiendo indagini alla ricerca dell'antico porto interrato.
Si interessò grandemente degli affari politici, che lo occuparono interamente negli ultimi anni della sua vita. Eletto all'Assemblea Nazionale nel 1871, fu un sostenitore del partito orleanista. Nel maggio-novembre del 1873 fu ministro degli Interni nel Gabinetto del duca di Broglie, che aveva lo scopo di preparare il ritorno del re. Violentemente criticato per la revoca di funzionari e prefetti repubblicani, si dimise dopo poco più di sei mesi. Depresso e malato, si suicidò il 4 aprile 1874. È sepolto al cimitero di Père-Lachaise di Parigi.

## Opere

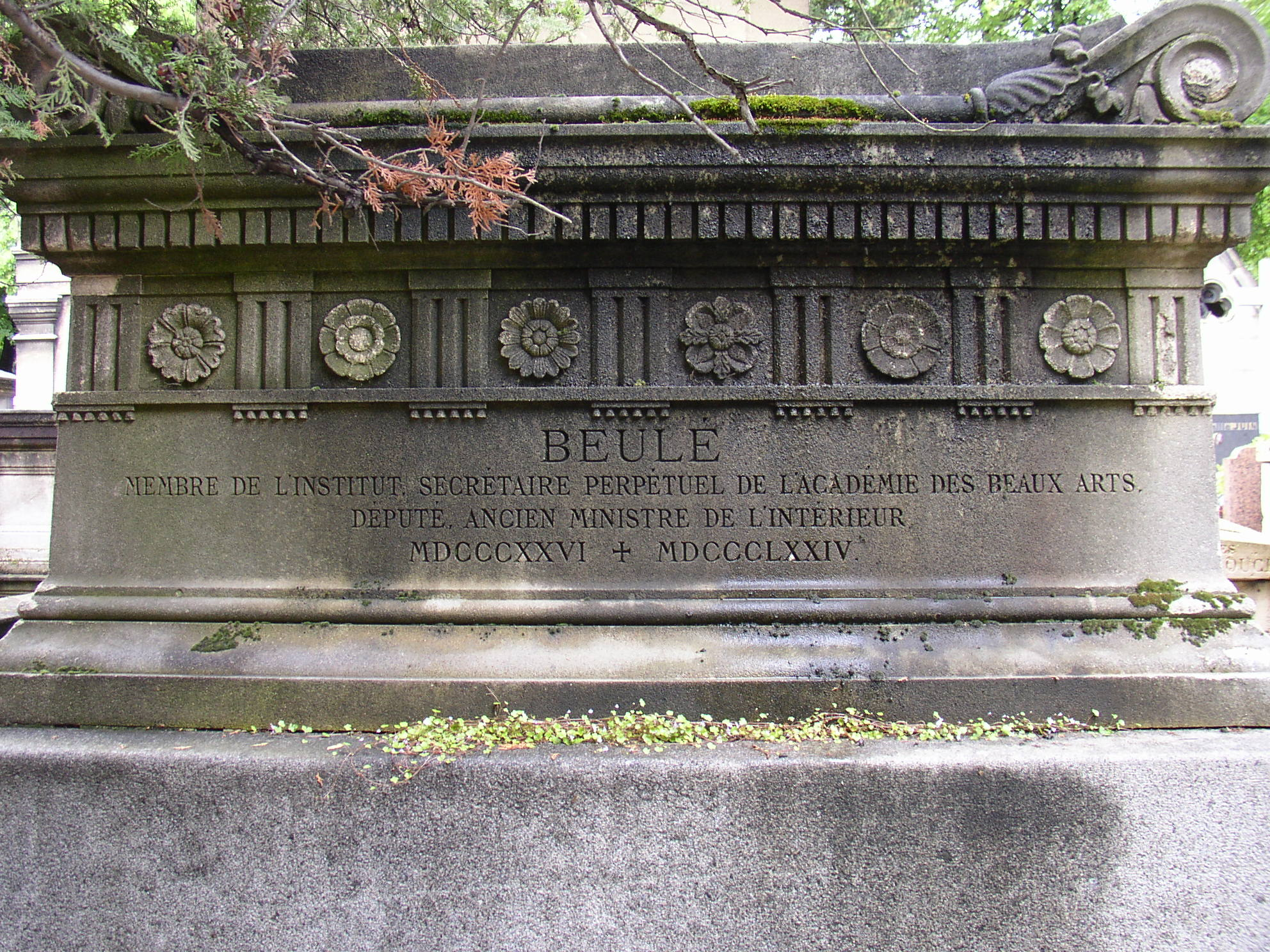
Tomba di Charles Ernest Beulé al cimitero di Père-Lachaise

Le sue opere più importanti in campo archeologico:
- L'Acropole d'Athenes ("L'Acropoli di Atene"), 1853
- Etudes sur le Peloponnese ("Studi sul Peloponneso"), seconda edizione nel 1875)
- Les Monnaies d'Athenes ("Le monete di Atene"), 1858
- L'Architecture au siecle de Pisistrate ("L'architettura nel secolo di Pisistrato"), 1860
- Fouilles a Carthage ("Scavi a Cartagine"), 1861

Fu anche autore di opere divulgative di buona qualità su argomenti artistici e storici:
- Histoire de l'art grec avant Pericles ("Storia dell'arte greca prima di Pericle"), seconda edizione nel 1870
- Le Proces des Cesars ("Il processo di Cesare"), pubblicato in quattro parti tra il 1867 e il 1870